# Distrito Escolar Independiente de Lubbock
El Distrito Escolar Independiente de Lubbock (Lubbock Independent School District, LISD) es un distrito escolar de Texas. Tiene su sede en Lubbock. Lubbock ISD, con una superficie de 85,5 millas cuadradas, gestiona 57 escuelas, incluyendo 37 escuelas primarias, 11 escuelas medias, 4 escuelas preparatorias, 3 escuelas alternativas, y 2 escuelas "special purpose". El distrito tiene 28.905 estudiantes, incluyendo 11.561 estudiantes de las escuelas primarias y 13.303 estudiantes de las escuelas secundarias. El distrito tiene 3.392 empleados.